# قصف برلين في الحرب العالمية الثانية
تعرضت برلين، عاصمة ألمانيا النازية، إلى 363 غارةً جويةً خلال الحرب العالمية الثانية. قُصِفت من قبل قاذفة سلاح الجو الملكي بين عامي 1940 و1945، ومن قبل سلاح الجو الثامن التابع للقوات الجوية الأمريكية بين عامي 1943 و1945، والقوات الجوية الفرنسية بين عامي 1944 و1945 كجزء من حملة الحلفاء للقصف الاستراتيجي لألمانيا. تعرضت أيضًا لهجوم من طائرات تابعة لسلاح الجو الأحمر، وخاصة في عام 1945 عندما حاصرت القوات السوفيتية المدينة. أسقطت القاذفات البريطانية 45517 طنًا من القنابل، وأسقط الأمريكيون 23000 طنًا. نزح المزيد والمزيد من الناس مع استمرار القصف. فرّ 1.7 مليون شخص (40% من السكان) بحلول مايو عام 1945.

## مقدمة
عندما بدأت الحرب العالمية الثانية في عام 1939، أصدر رئيس الولايات المتحدة (التي كانت آنذاك قوة محايدة) فرانكلين روزفلت طلباً إلى المتحاربين الرئيسيين لحصر غاراتهم الجوية على أهدافٍ عسكرية. وافق الفرنسيون والبريطانيون على الامتثال للطلب، شريطة أن يلتزم جميع خصومهم بدقة بقواعد الحرب هذه ذاتها.
انتهجت المملكة المتحدة سياسة تتلخص في استخدام القصف الجوي فقط ضد الأهداف العسكرية والبنية التحتية مثل الموانئ والسكك الحديدية ذات الأهمية العسكرية المباشرة. عندما صُرِح أن القصف الجوي الذي تعرضت له ألمانيا أسفر عن خسائر بشرية، تخلت الحكومة البريطانية عن القصف المتعمد للممتلكات المدنية، خارج مناطق القتال، باعتباره تكتيكًا عسكريًا. وقد تخلوا عن هذه السياسة في 15 مايو 1940، بعد يومين من الهجوم الجوي الألماني على روتردام، عندما مُنح سلاح الجو الملكي البريطاني إذنًا لمهاجمة أهداف في حوض الرور، متضمنةً مصانع النفط وغيرها من الأهداف الصناعية المدنية التي ساعدت المجهود الحربي الألماني، مثل أفران الصهر التي تضيء ذاتيًا في الليل. وقعت أول غارة لسلاح الجو الملكي البريطاني في المناطق الداخلية من ألمانيا في ليلة 10-11 مايو (في دورتموند). كانت جول فيرن، وهي إحدى إصدارات فارمان إف220 التابعة للطيران البحري الفرنسي، أول قاذفة قنابل أغار بها الحلفاء على برلين. وفي ليلة 7 يونيو 1940، أسقطت ثماني قنابل تزن 250 كيلو غرامًا و80 قنبلة تزن كل منها 10 كيلو غرامًا على العاصمة الألمانية. بين عامي 1939 و1940، بدأ التخلي تدريجيًا عن سياسة قصف الأهداف ذات الأهمية العسكرية المباشرة فقط لصالح «قصف المناطق»، أي القصف واسع النطاق للمدن الألمانية لتدمير المساكن والبنية التحتية المدنية.
على الرغم من أن قتل المدنيين الألمان لم يكن سياسة واضحة قط، فمن الواضح أن قصف المنطقة لابد أن يؤدي إلى خسائر كبيرة في عداد المدنيين. في أعقاب سقوط فرنسا في عام 1940، لم يكن لدى بريطانيا أي وسيلة أخرى لنقل الحرب إلى ألمانيا في القارة الأوروبية، وبعد دخول الاتحاد السوفيتي في الحرب في عام 1941، كان قصف ألمانيا هو المساهمة الوحيدة التي كانت بريطانيا مستعدة لتقديمها لقاء مطالب ستالين بالعمل لفتح جبهة أوروبية ثانية. تمكنوا من قصف الأهداف العسكرية بشكل دقيق في النهار فقط وبصعوبة وفقًا للتكنولوجيا المتاحة في ذلك الحين. تضمنت غارات القصف النهاري التي شنتها قيادة قاذفة القنابل خسائر كبيرة غير مقبولة للطائرات البريطانية، أما القصف الليلي فكانت خسائره أقل بكثير، ولكنه كان قصفًا عشوائيًا بسبب صعوبات الملاحة الليلية وتوجيه القنابل.

## 1940 إلى 1943

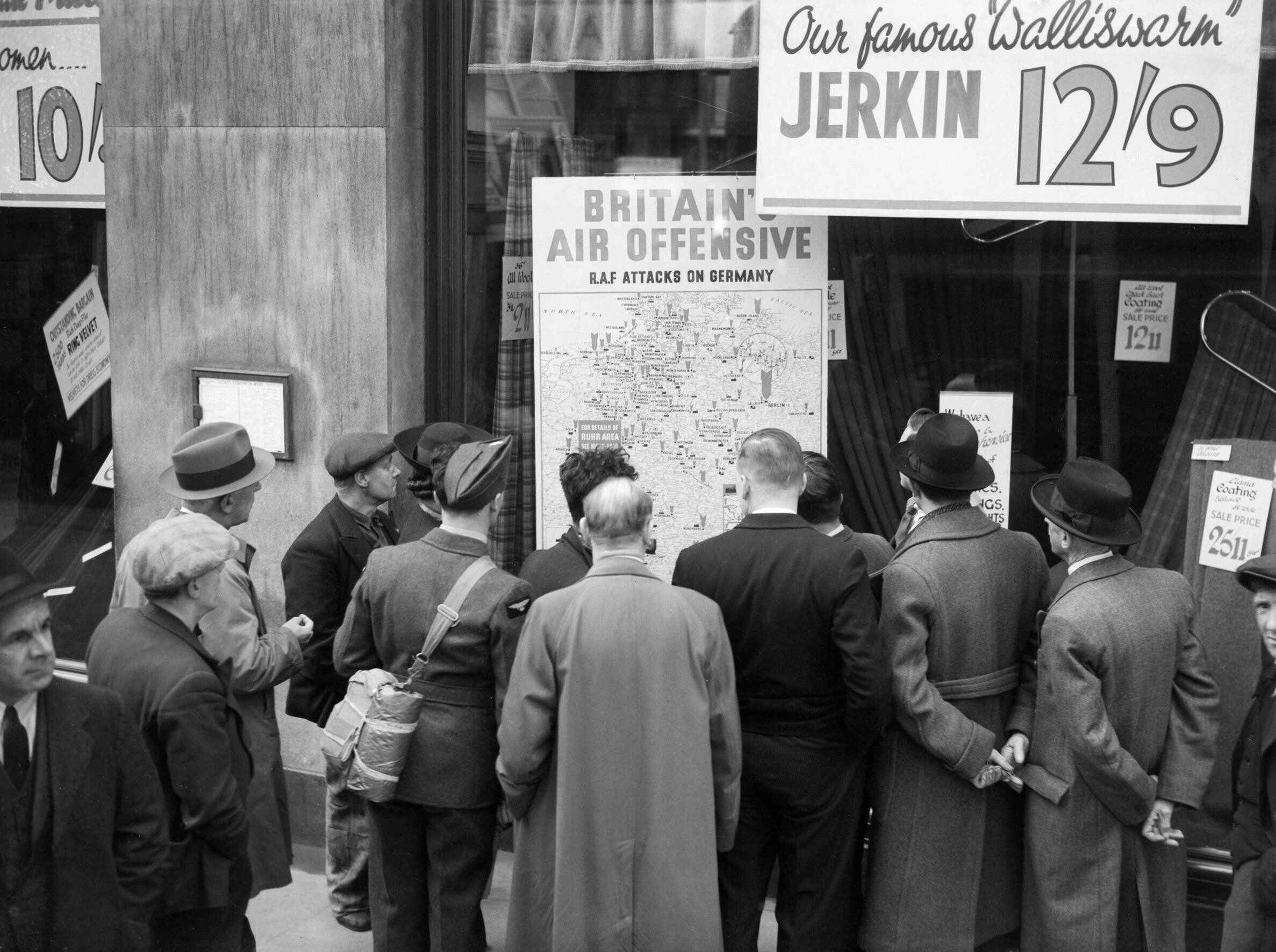
مدنيون في لندن مجتمعون حول خريطة تُظهر كيف يرد سلاح الجو الملكي على ألمانيا النازية خلال عام 1940

كانت برلين التي تبعد 950 كيلو مترًا (590 ميلًا) من لندن قبل عام 1941 في المدى الأقصى للقاذفات البريطانية، ثم أصبحت متاحة لقوات التحالف. كان قصفها ممكنًا ليلًا فقط في الصيف عندما تكون الأيام أطول والسماء صافية، مما زاد من خطر قاذفات الحلفاء. وقعت غارة سلاح الجو الملكي البريطاني الأولى على برلين في ليلة 25 أغسطس عام 1940، فأرسِلت 95 طائرة لقصف مطار تمبلهوف بالقرب من وسط برلين وسيمنزشتاد. أسقطت81 طائرة قنابلها على برلين وما حولها، وعلى الرغم من أن الضرر كان طفيفًا، لكن تأثيرها النفسي على هتلر كان كبيرًا. دفعت غارات القصف على برلين هتلر إلى إصدار أمر بنقل هدف لوفتفافه من المطارات البريطانية والدفاعات الجوية إلى المدن البريطانية، وأصبحت الدفاعات الجوية البريطانية أثناء معركة بريطانيا منهكةً ومرهقةً.

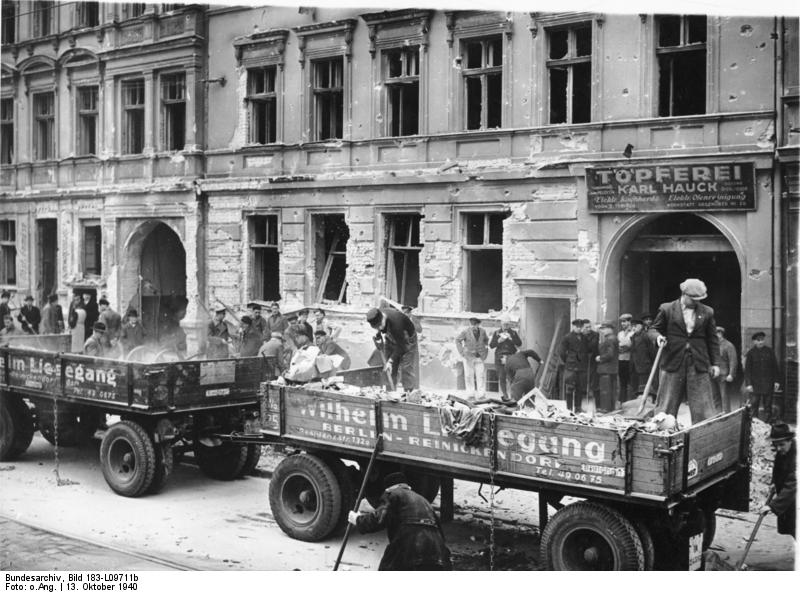
شاحنات في برلين تنقل الأنقاض جراء غارة جوية ضربت المدينة بتاريخ 13 أكتوبر عام 1940

في الأسبوعين التاليين جرت خمس غارات متماثلة في الحجم، وكلها غارات ضئيلة الدقة على أهداف محددة، ولكن مع صعوبات الملاحة ليلًا، أسقِطت القنابل بشكل متفرق على نطاق واسع. خلال عام 1940 حدثت غارات إضافية على برلين، والتي لم تسبب سوى أضرار قليلة. تزايدت الغارات أكثر في عام 1941، لكنها لم تكن فعالة في تحقيق أهداف مهمة. برر رئيس هيئة الأركان الجوية لسلاح الجو الملكي البريطاني، السير تشارلز بورتال، هذه الغارات بقوله إن «إخراج أربعة ملايين شخص من الفراش إلى الملاجئ كان يستحق هذه الخسائر».
بدأ الاتحاد السوفيتي حملة قصف على برلين في 8 أغسطس 1941 امتدت حتى أوائل سبتمبر. نفذت القاذفات البحرية، التي تعمل من أرخبيل مونزوند (الأرخبيل الإستوني الغربي)، 8 غارات على برلين وحملت على متنها 3-12 طائرة في كل غارة. نفذت قاذفات الجيش، التي انطلقت من قرب لينينغراد، عدة غارات صغيرة على برلين. أسقطت 33 طائرة سوفيتية، إجمالا في عام 1941، 36000 كيلو غرامًا (79000 رطلًا) من القنابل على برلين. كانت حصيلة خسائر السوفييت القتالية والتشغيلية 17 طائرة مدمرة ومقتل 70 من أفراد الطاقم.
شن السير ريتشارد بيرس، قائد قيادة قاذفات سلاح الجو الملكي البريطاني، في 7 نوفمبر 1941 غارةً كبيرةً على برلين، إذ أرسل أكثر من 160 قاذفة قنابل إلى العاصمة. أسقطت أو تحطمت 21 قاذفة، وسببت ضررًا ضئيلًا بسبب سوء الأحوال الجوية. أدى هذا الفشل إلى طرد بيرس واستبداله (في فبراير 1942) بالسيد آرثر ترافرز هاريس، الذي آمن بكل من فعالية وضرورة قصف المنطقة. قال هاريس: «دخل النازيون في هذه الحرب بوهمٍ طفولي، اعتقدوا انهم سيقصفون الجميع ولن يقصفهم أحد. في روتردام، ولندن، ووارسو، وأماكن أخرى، وضعوا نظريتهم الساذجة حيز التنفيذ، زرعوا الريح والآن سيحصدون العواصف».
في الوقت نفسه، دخلت قاذفات قنابل جديدة ذات مدى أطول الخدمة، لا سيما أفرو لانكاستر، التي توفرت بأعداد كبيرة خلال عام 1942. خلال معظم عام 1942، كانت أولوية قاذفة القنابل الهجومية مهاجمة موانئ يو بوت الألمانية كجزء من جهود بريطانيا للفوز في معركة الأطلسي. خلال عام 1942 بأكمله، أطلِقت تسعة إنذارات جوية فقط في برلين، لم يكن أي منها خطيرًا. في عام 1943 فقط امتلك هاريس الوسائل والفرصة لوضع إيمانه بقصف المنطقة موضع التنفيذ.

## معركة برلين
شُنت معركة برلين من قبل هاريس في نوفمبر 1943، وهي حملة جوية منسقة ضد العاصمة الألمانية، مع استمرار مهاجمة مدن أخرى لمنع الألمان من تركيز دفاعاتهم في برلين. اعتقد هاريس أن هذه هي الضربة التي من شأنها كسر المقاومة الألمانية. وقال «ستكلفنا ما بين 400 و500 طائرة». «ستكلف ألمانيا الحرب». بحلول هذا الوقت، كان بوسعه نشر أكثر من 800 قاذفة بعيدة المدى في أي ليلة بعينها، مزودة بأجهزة ملاحية جديدة وأكثر تطوراً مثل رادار إتش 2 إس. بين نوفمبر 1943 ومارس 1944، نفذت قيادة قاذفة القنابل 16 هجومًا جماعيًا على برلين.